# Dinobryon
Dinobryon är ett släkte i klassen Chrysophyceae. Släktet omfattar för närvarande 94 arter, varav 36 är taxonomiskt accepterade och erkända. De är kända för att avge odörer och påverka vattenkvalitén negativt vid blomning i tempererade, limniska miljöer.

## Utseende
Utseendet mellan arterna varierar, men den generella strukturen tycks utgöras av encelliga, små mikroalger, som antingen kan leva enskilda eller i sammanhängande kolonier. Ett typexempel och en av de mer välkända arterna är Dinobryon divergens, där varje cell har ett kiselskal (lorica) som skyddar cellkärnan och korta samt långa flageller som fungerar som rörelseorgan. Med hjälp av loricans spets kan de fästa till varandra och bilda kluster som påminner om små träd. Dessa kluster utgör en koloni. Troligtvis bildar Dinobryon stora kolonier som ett försvar mot predation av växtätande zooplankton.
Andra arter som Bicosoeca gracilipes har andra strukturer, påminnande om glas eller skålar. Storleken är upp till ett par mikrometer. Den varierar kraftigt mellan arter och loricans längd och bredd skiljer sig markant ifrån varandra. Till exempel är Dinobryon petiolatums enskilda cellbredd 65–85 ɥm och längden är 4–4.8 ɥm.

## Ekologi och levnadssätt
Den vanligaste miljön att finna guldalger i av detta släkte är sötvattenssjöar och dammar. Även om Dinobryon föredrar stillastående, limniska ekosystem förekommer en del arter i flodmynningar och i strömmande vatten. Dinobryon är mixotrofer, de kan ta upp näring på flera sätt, antingen genom att fotosyntetisera solljus och bilda lagringsnäring av glykogentyp (laminarin), eller genom att bryta ner organiskt kol från levande organismer. Den huvudsakliga näringskällan utgörs av bakterier som lever i vattenmassorna runtom. Algerna tar upp dem genom fagocytos. 
Algblomning av Dinobryon har observerats i oligo- och mesotrofiskt tempererade sötvattenssjöar och dammar, där algen är vanligast. Blomningen sker på vårkanten och härrör från kiselhaltiga sporer som bildats efter befruktning, så kallade statosporer. Statosporerna övervintrar på sjöns botten och gror på våren när temperaturen ökar. 